# سد سرابی
سد سرابی تویسرکان، یکی از سدهای ایران هست که در ۱۰ کیلومتری شرق شهر تویسرکان قرار دارد.

## مشخصات
نوع سد: سنگریزه‌ای با هستهٔ رسی است.
طول تاج این سد ۲۸۷متر و ارتفاع آن از پی: ۷۷ متر و ارتفاع از بستر: ۶۹ متر است.
حجم بدنه این سد: ۱٫۴۶ میلیون متر مکعب، حجم مخزن در شرایط نرمال ۹٫۲۰ میلیون متر مکعب، و حجم مفید آن ۷٫۷ میلیون متر مکعب است. بایگانی‌شده  در ۲۰۱۸-۱۰-۲۶ توسط Wayback Machine